# Poporo quimbaya

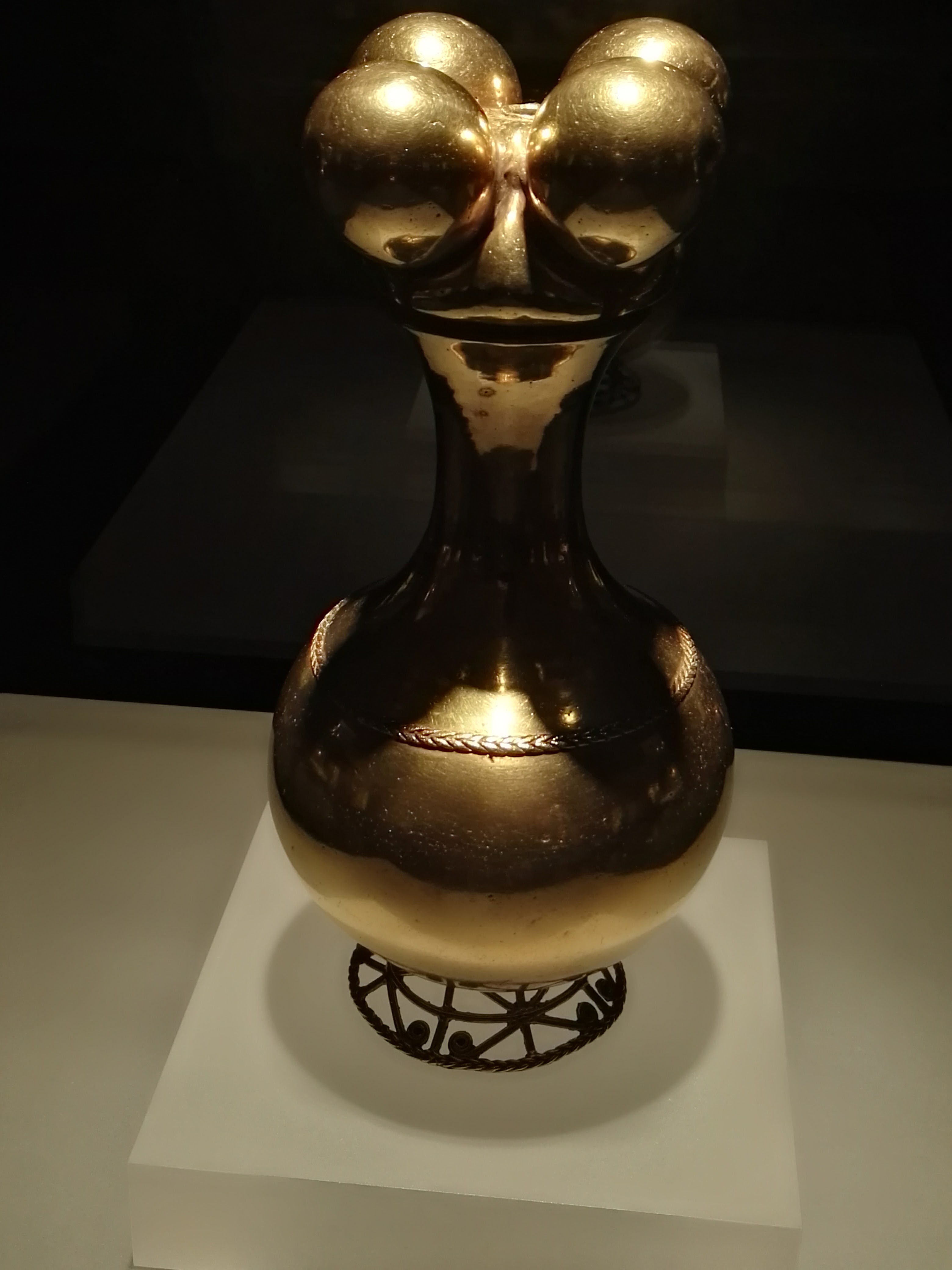
El poporo quimbaya en exhibición en el Museo del Oro de Bogotá.

El poporo quimbaya es una pieza de arte precolombino del periodo quimbaya clásico. Se exhibe en el Museo del Oro de Bogotá. Su uso principal fue el de recipiente ceremonial para el mambeo de hojas de coca durante las ceremonias religiosas. El ejemplar en exhibición fue fabricado cerca del año 301 a. C.
La pieza se encontró durante la excavación de una cámara funeraria en la primera mitad del siglo XIX, en el lugar llamado Loma de Pajarito entre los actuales municipios de Yarumal y Angostura, ubicados en el norte de Antioquia, en una época en que el robo de joyas arqueológicas (guaqueo) era común.
En 1939, el Banco de la República compró el poporo en un esfuerzo por prevenir su destrucción. Esto dio inicio a un proyecto de preservación de oro precolombino y la creación del Museo del Oro de Bogotá.
En 2006, el poporo quimbaya fue nominado como símbolo cultural de Colombia en el concurso organizado por la revista Semana con el apoyo de Caracol TV, el Ministerio de Cultura y Colombia es pasión.